# Norge (piroscafo)
Il Norge è stato un piroscafo varato nel 1889 e naufragato nel giugno 1904 presso lo scoglio di Rockall, nell'Oceano Atlantico. Questa sciagura, costata la vita ad oltre 630 persone, è ancora il peggior disastro della marina commerciale danese. 
Rimase la peggiore tragedia navale per numero di vittime dell'Atlantico sino al naufragio del Titanic.

## Storia
La nave fu costruita nei cantieri Alexander Stephen and Sons di Glasgow per la compagnia belga Theodore C. Engels & Co di Anversa. Fu varata l'11 giugno 1881 con il nome di Pieter de Coninck. 
Nel 1889 la nave fu venduta alla compagnia danese A/S Dampskibs-selskabet Thingvalla e ribattezzata Norge. Fu messa quindi in servizio sulla rotta tra Stettino e New York. Il 20 agosto 1898, a causa della fitta nebbia, il Norge entrò in collisione con il brigantino francese La Coquette che si spezzò in due ed affondò. In questo incidente perirono 16 marinai del vascello transalpino. In quello stesso anno la società armatrice del Norge venne acquisita dalla Det Forenede Dampskibs-Selskab (DFDS). In quel periodo la capacità del piroscafo era di 1100 passeggeri, 50 dei quali di prima classe, 150 di seconda e 900 di terza.
Il 20 giugno il Norge salpò dal porto di Copenaghen alla volta di New York al comando del capitano Valdemar Johannes Gundel. Dopo aver fatto scalo a Kristiania e Kristiansand entrò nell'Oceano Atlantico. Dopo l'ultima sosta risultavano imbarcati 727 passeggeri dei quali 296 norvegesi, 236 russi, 79 danesi, 68 svedesi e 15 finlandesi, più 88 membri dell'equipaggio. A bordo del Norge s'erano imbarcati quasi esclusivamente emigranti diretti negli Stati Uniti in cerca di fortuna. Sebbene la rotta prevista passasse a nord dello scoglio di Rockall, il capitano Gundel decise di prenderne una seconda, che passava a sud dell'isolotto. L'intenzione era infatti quella di incrociare lo sperone roccioso al mattino per mostrarlo ai passeggeri durante la colazione. Una forte corrente spinse tuttavia il Norge a 23 miglia a nord. Alle prime ore del 28 Gundel corresse allora la rotta virando verso sud, tuttavia egli non aveva ben chiara la sua posizione a causa della fitta nebbia e del maltempo che avvolgevano la zona.
Alle 7:45 del mattino, a causa della nebbia, il Norge si arenò sulla barriera corallina di Helen's Reef, presso Rockall. Il capitano, pensando che la nave avesse semplicemente toccato la barriera ordinò l'indietro tutta. In realtà lo scafo si era squarciato e come il Norge si mosse iniziò ad imbarcare acqua. Gundel ordinò allora l'abbandono nave ma le operazioni di evacuazione si svolsero nella confusione più totale. Molti passeggeri, presi dal panico, avevano cercato di raggiungere le sole otto scialuppe disponibili. La prima scialuppa calata in acqua si distrusse, mentre la seconda si capovolse. Sul ponte, con il progressivo inclinarsi della nave, il panico era ulteriormente aumentato. Molti cercarono di accaparrarsi un salvagente o si lanciarono direttamente nell'oceano affogando. L'equipaggio fu costretto a sguainare le pistole per evitare che le restanti scialuppe non venissero prese d'assalto.
Dopo soli venti minuti dall'impatto con la barriera il Norge colò a picco. Cinque scialuppe riuscirono ad essere calate con successo, mentre la superficie dell'oceano si riempì di cadaveri e rottami. Il capitano Gundel, ultimo ad abbandonare la nave, venne poi salvato da una scialuppa. 
Un primo gruppo di 26 naufraghi venne salvato dal peschereccio britannico Sylvia, un secondo gruppo di 32 persone venne recuperato dal piroscafo britannico Cervonax ed infine, gli ultimi 70 superstiti furono tratti in salvo dal piroscafo tedesco Energie. Si stima che nel disastro perirono circa 635 persone, 225 delle quali norvegesi. Dei 312 bambini a bordo, solo 45 sopravvissero.
Nel 2003 il relitto del Norge fu ritrovato a 65 metri di profondità.